# Laukas
Laukas (finska: Laukaa) är en kommun i landskapet Mellersta Finland. Kommunen gränsar mot Jyväskylä i sydväst, Uurainen i nordväst, Äänekoski i norr, Konnevesi i nordost, Hankasalmi i öster och Toivakka i söder. Laukas har 18 788 invånare. Laukas är enspråkigt finskt. Kommunen har en yta på 825,59 km².

## Historia
Laukas socken, kallad även för Wanha Laukaa (Gamla Laukas), grundades år 1593. Kommunen är således en av de äldsta i Mellersta Finland. Det har funnits människor i området sedan stenåldern. Ganska nära kyrkobyn finns berget Saraakallio på vilket det finns över 100 hällristningar (målningar). De äldsta av dem är 6 000 år gamla.

## Geografi
Laukas är i mitten av insjöar. De största av dem är Leppävesi, Lievestuoreenjärvi, Kynsivesi och Kuusvesi. Det finns också flera vattendrag mellan dem. Stor del av kanalförbindelse mellan Keitele och Päijänne (Keitele kanal) finns i Laukas.
Forsar:
- Simunankoski (fri)
- Kuusaa (fri)
- Kuhankoski
- Tarvaala (fri)
- Kapeenkoski (fri)

## Politik

### Mandatfördelning i Laukas kommun, valen 1976–2021
| 8 | 10 |  | 9 | 2 | 5 |

| 6 | 10 | 2 | 10 | 2 | 5 |

| 6 | 9 | 3 | 11 | 2 | 4 |

| 6 | 9 | 2 | 11 | 2 | 5 |

| 5 | 11 |  | 12 | 2 | 4 |

| 7 | 11 | 18 | 2 | 5 |

| 6 | 10 | 19 | 3 | 5 |

| 6 | 11 | 19 | 2 | 5 |

| 28 | 15 |

| 5 | 9 | 2 | 2 | 16 | 2 | 7 |

| 29 | 14 |

| 3 | 9 | 3 | 6 | 13 | 2 | 7 |

| 25 | 18 |

| 3 | 10 | 5 | 3 | 14 | 3 | 5 |

| 27 | 16 |

| 2 | 10 | 3 | 8 | 13 |  | 2 | 4 |

| 27 | 16 |

### Vänorter
Vänortsavtalet mellan de nordiska vänorterna undertecknades i Laukas år 1983. De nordiska vänorterna är:
- Modum, Norge
- Stevns, Danmark
- Östra Göinge kommun, Sverige

Dessutom har Laukas vänortssamarbete med Pereslavl-Zaleskij i Ryssland och Rõngu vald i Estland.

## Demografi

### Befolkningsutveckling
| Befolkningsutvecklingen i Laukas kommun 1975–2020                                                            | Befolkningsutvecklingen i Laukas kommun 1975–2020 | Befolkningsutvecklingen i Laukas kommun 1975–2020 | Befolkningsutvecklingen i Laukas kommun 1975–2020 | Befolkningsutvecklingen i Laukas kommun 1975–2020 |
| --- | ------------------------------------------------- | ------------------------------------------------- | ------------------------------------------------- | ------------------------------------------------- |
| |                                                   |                                                   |                                                   |                                                   |
| År |                                                   |                                                   | Folkmängd                                         |                                                   |
| 1975 | 1975                                              |                                                   | 13 517                                            |                                                   |
| 1980 | 1980                                              |                                                   | 13 676                                            |                                                   |
| 1985 | 1985                                              |                                                   | 14 710                                            |                                                   |
| 1990 | 1990                                              |                                                   | 15 730                                            |                                                   |
| 1995 | 1995                                              |                                                   | 16 352                                            |                                                   |
| 2000 | 2000                                              |                                                   | 16 548                                            |                                                   |
| 2005 | 2005                                              |                                                   | 17 193                                            |                                                   |
| 2010 | 2010                                              |                                                   | 18 142                                            |                                                   |
| 2015 | 2015                                              |                                                   | 18 865                                            |                                                   |
| 2020 | 2020                                              |                                                   | 18 823                                            |                                                   |
| Anm: Uppgifterna avser förhållandena den 31 december nämnda år enligt områdesindelningen den 1 januari 2022. |                                                   |                                                   |                                                   |                                                   |

## Kända personer från Laukas
- Juha Kankkunen, rallyförare
- Otto Ville Kuusinen, politiker
- Wolmar Schildt, distriktsläkare, fennoman, utvecklare av finskan
- Aapo Harjula, politiker